# Onthophagus fujiii
Onthophagus fujiii là một loài bọ cánh cứng trong họ Bọ hung (Scarabaeidae).